# Joe Egan
Joe Egan   (Paisley, 18 d'octubre de 1946 - 6 de juliol de 2024) va ser un músic i compositor escocès, fundador de la banda de folk rock Stealers Wheel al costat del seu amic i excompany d'escola Gerry Rafferty.

## Biografia
Egan va néixer a Paisley el 1946. Va assistir a la St Mirin 's Academy on va conèixer a Gerry Rafferty i al costat d'aquest tocava en petites bandes com The Sensors i The Marericks. També treballava com a músic de sessió.
El 1972, Egan i Rafferty van formar el grup de folk rock Stealers Wheel. Després de la publicació de dos senzills sense gaire èxit, la cançó Stuck in the Middle With You -que Egan havia compost amb Rafferty- es va convertir en un èxit el 1973, entrant el Top Ten tant en el Regne Unit com als Estats Units. Posteriorment, la banda va obtenir alguns èxits menors, un d'ells era la cançó Star escrita per Egan, però l'aturada en les xifres de vendes i les diferències musicals van conduir finalment al deteriorament i la separació de la banda el 1975.

## Carrera en solitari
Egan va gravar el seu primer àlbum d'estudi titulat Out of Nowhere, però no va ser publicat fins al 1979, quan ell i Rafferty es van veure obligats a no poder editar les gravacions durant tres anys, per motius judicials. El primer senzill publicat per Egan Back on the Road va aconseguir un èxit menor. Després d'això va editar el seu segon senzill Out of Nowhere.
El 1981, va publicar el seu segon àlbum d'estudi Map, sense crítiques ni èxits comercials, tampoc es van treure senzills per a la seva promoció. A partir d'aquí, Egan va deixar de gravar i editar material, retirant-se de la indústria musical, encara que breument es va reunir amb Rafferty per cantar la veu en algunes cançons de l'àlbum de 1992 titulat On a Wing and a Prayer. Egan solia treballar en el cinema quan era jove, tenia 14 anys quan del no-res es va incendiar el cinema en el qual treballava i va ser llavors que d'aquesta experiència va tenir la idea de compondre la cançó Out of Nowhere.

## Discografia
- 1979 - Out of Nowhere

1. Back on the Road
2. Ask For No Favour
3. Natural High
4. Why Let It Bother You
5. The Last Farewell
6. Freeze
7. Pride
8. No Time For Sorrow
9. Leavin It All Behind
10. Out Of Nowhere

- 1981 - Map

1. Tell Me All About It
2. Survivor
3. Stay As You Are
4. Diamonds
5. Maker on the Make
6. Miss Match
7. Heat of the Moment
8. Price Of Love
9. A Little Bit Of Magic
10. Front Line